# 비례자

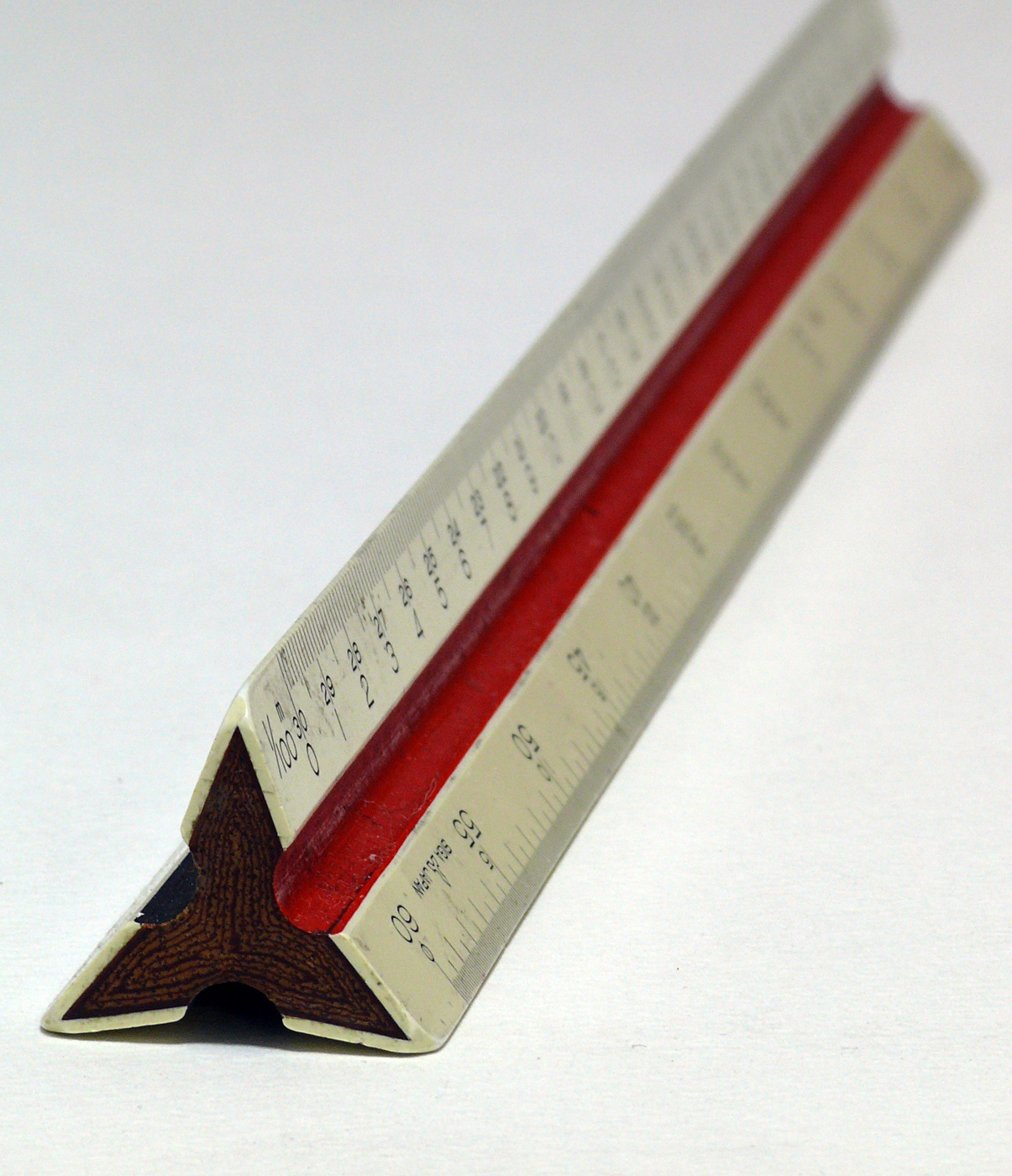

비례자(比例-, Scale rulers)는 자의 일종으로, 건축설계 등에서 주로 사용된다. 삼각기둥 모양을 하고 있으며, 각 면에 서로 다른 단위계로 길이가 표시되어 단위를 변환할 수 있다. 그 모앙 때문에 삼각스케일이라고도 한다.